# Logania hilaeira
Logania hilaeira är en fjärilsart som beskrevs av Hans Fruhstorfer 1914. Logania hilaeira ingår i släktet Logania och familjen juvelvingar. Inga underarter finns listade i Catalogue of Life.